# Asociația Etnografică Kriza János
Asociația Etnografică „Kriza János” (în maghiară Kriza János Néprajzi Társaság) este o asociație înființată în anul 1990, cu sediul la Cluj, care are ca obiectiv principal coordonarea cercetării etnografice maghiare din România. Organizația funcționează fără întrerupere de la înființare. Pe măsură ce cercetarea și educația etnografică au început să se dezvolte, activitățile sale s-au extins și s-au diversificat. Începând cu anul 1994 are sediul propriu, dezvoltat cu o mansardă ce a fost construită în anul 2004. Sediul central găzduiește o bibliotecă etnografică, o arhivă, un atelier de cercetare și o editură, în timp ce mansarda găzduiește prelegeri științifice și expoziții.

## Istoria

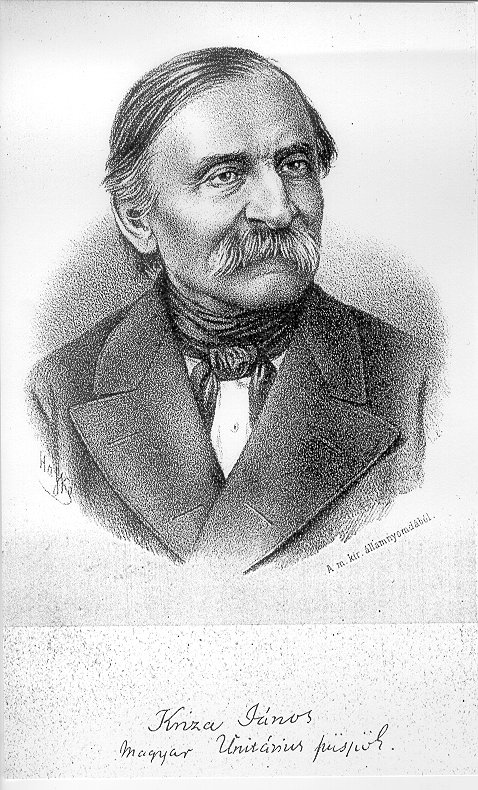
Societatea a fost numită după folcloristul și episcopul unitarian János Kriza

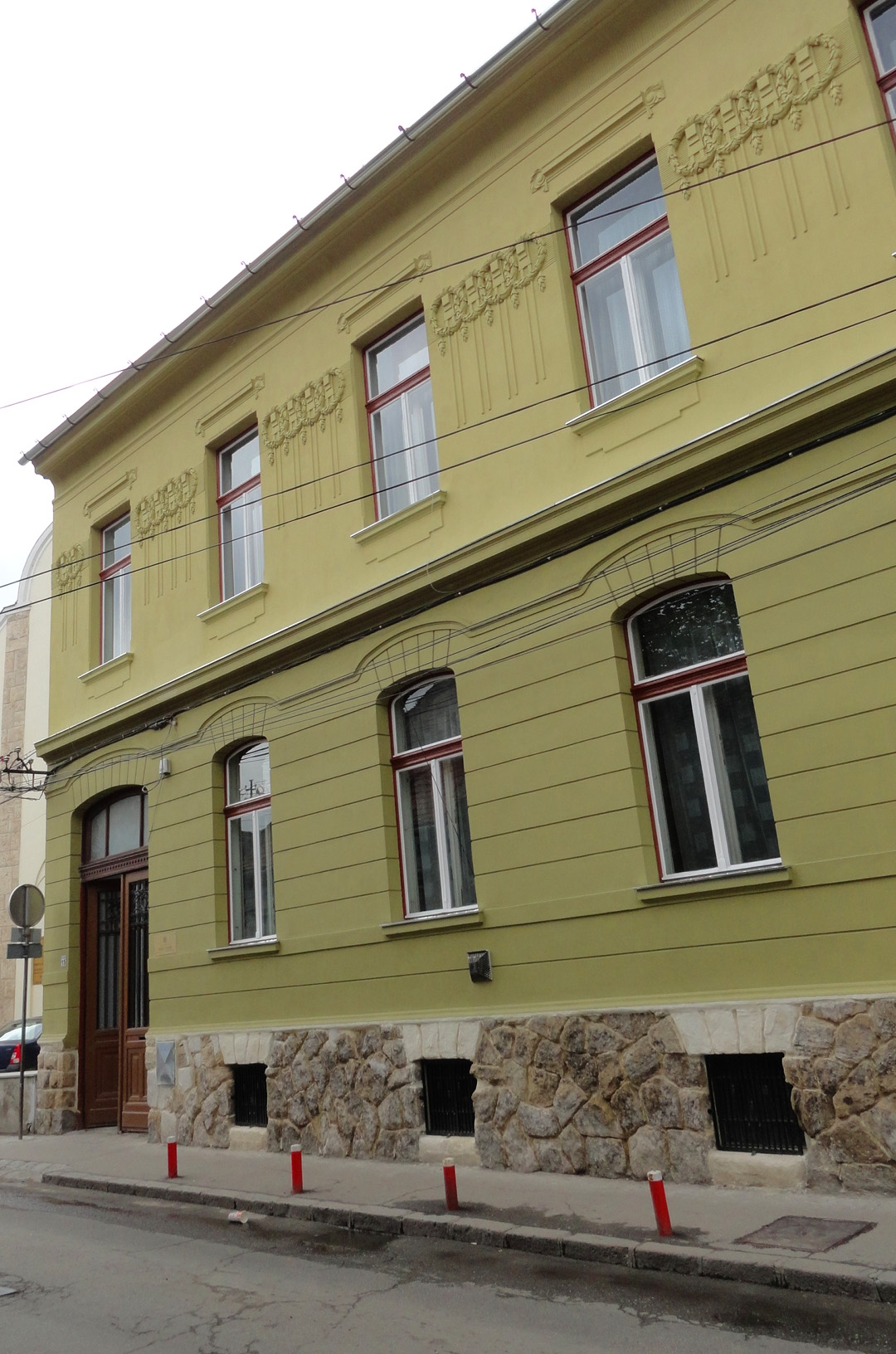
Sediul Asociației la Cluj

După cel de-al Doilea Război Mondial, în 1948 regimul comunist din România a desființat educația etnografică din cadrul Universității Bolyai din Cluj,  cercetarea etnografică maghiară din România rămânând astfel fără un suport instituțional. În ciuda acestui fapt, etnografia a fost inclusă în programa altor facultăți (istorie, științe umaniste), iar cercetările s-au desfășurat în cadrul diferitelor instituții, respectiv au apărut publicații de specialitate până în 1989. După Revoluția din 1989 etnografii maghiari au simțit nevoia înființării unei instituții de cercetare și a unei organizații de reprezentare a intereselor. Asociația Etnografică „Kriza János” a fost fondată la 18 martie 1990 la Cluj. Printre inițiatori îi regăsim pe etnografii Klára Gazda, Csilla Könczei, Ferenc Pozsony și Erzsébet Zakariás. Organizația a fost înregistrată legal în iunie 1990, președintele fondator fiind Ferenc Pozsony, primul secretar Erzsébet Zakariás, iar primul președinte de onoare István Almási, apoi Iván Balassa (1991–2002).
Intelectualii, profesorii și muzeologii ardeleni fondatori și-au propus să studieze în mod profesional cultura populară, să prelucreze și să păstreze moștenirea materială și intelectuală. Pe lângă cercetările de teren, concursuri de culegere, întâlniri tematice, conferințe profesionale, seminarii, expoziții, publicarea rezultatelor, înființarea unui centru de documentare, Asociația a dorit să protejeze interesele etnografilor și să întrețină legături cu etnografii și instituțiile maghiare din Bazinul Carpatic. În același timp, ca instituție educațională și culturală, au considerat că este important să contribuie la pregătirea etnografică în limba maghiară la Universitatea Babeș-Bolyai din Cluj.
Întrucât au existat puține oportunități pentru relații profesionale continue între 1945 și 1989, după înființarea Asociației Etnografice „Kriza János” au fost organizate anual câte două-trei conferințe în diverse așezări din Transilvania. Cercetătorii din Ungaria au participat activ la aceste conferințe prin expunerea cunoștințelor lor, a celor mai recente metode de cercetare și interpretare a etnografiei europene. 
La Universitatea Babeș-Bolyai profesorul János Péntek a relansat educația etnografică în toamna anului 1990,  astfel, din 1995, un număr tot mai mare de tineri cu o calificare etnografică au fost admiși în instituțiile de învățământ, culturale, științifice și muzeale din România. Întrucât în anii  ̓90 comunitatea științifică românească nu dorea încă să integreze rezultatele cercetătorilor maghiari, conducerea Asociației a căutat să înființeze un centru independent pentru știință, documentare, cultură și educație. Ca urmare a demersurilor lui József Kötő și Erzsébet Zakariás, cu sprijinul Fundației Illyés, Asociația Etnografică „Kriza János” s-a mutat în propriul imobil din centrul orașului în 1994. În acest sediu au fost înființate pe rând biblioteca profesională, arhiva și centrul de educație. În sistematizarea și funcționarea arhivei și a bibliotecii au jucat un rol decisiv Mária Szikszai, Dóra Czégényi, Éva Borbély, Judit Keszeg și Erzsébet Tímea Tatár. 
În anul 2001 Asociația a inițiat înființarea unui muzeu etnografic al ceangăilor. Cu sprijinul Ministerului Patrimoniului Cultural Național prima expoziție de bază a Muzeului Etnografic al Ceangăilor a fost deschisă la 14 septembrie 2003 la Zăbala, județul Covasna. 
În anul 2004, cu sprijinul Fundației Apáczai, s-a construit mansarda sediului Asociației, unde a fost amenajată o sală pentru cursuri și expoziții. Reconstruirea a fost coordonată de Árpád Szabó Töhötöm. În același an AEKJ a fost și membru fondator al Federației Universitare Maghiare din Cluj-Napoca, care servește ca instituție de fond al învățământului superior maghiar din Cluj.
Din anul 2011 președintele Asociației este Zsolt Albert Jakab, iar președinte de onoare este Ferenc Pozsony .
În august 2013 premierul Ungariei a recunoscut activitatea Asociației prin acordarea Premiului pentru maghiarii de peste hotare.
Din anul 2015 Asociația a devenit supervizorul de specialitate al Programului Tezaurul Valorilor Transilvănene, a cărui sarcină principală este lansarea, promovarea și organizarea unei mișcări de conservare a valorilor maghiare din Transilvania.

## Activități

### Bibliotecă

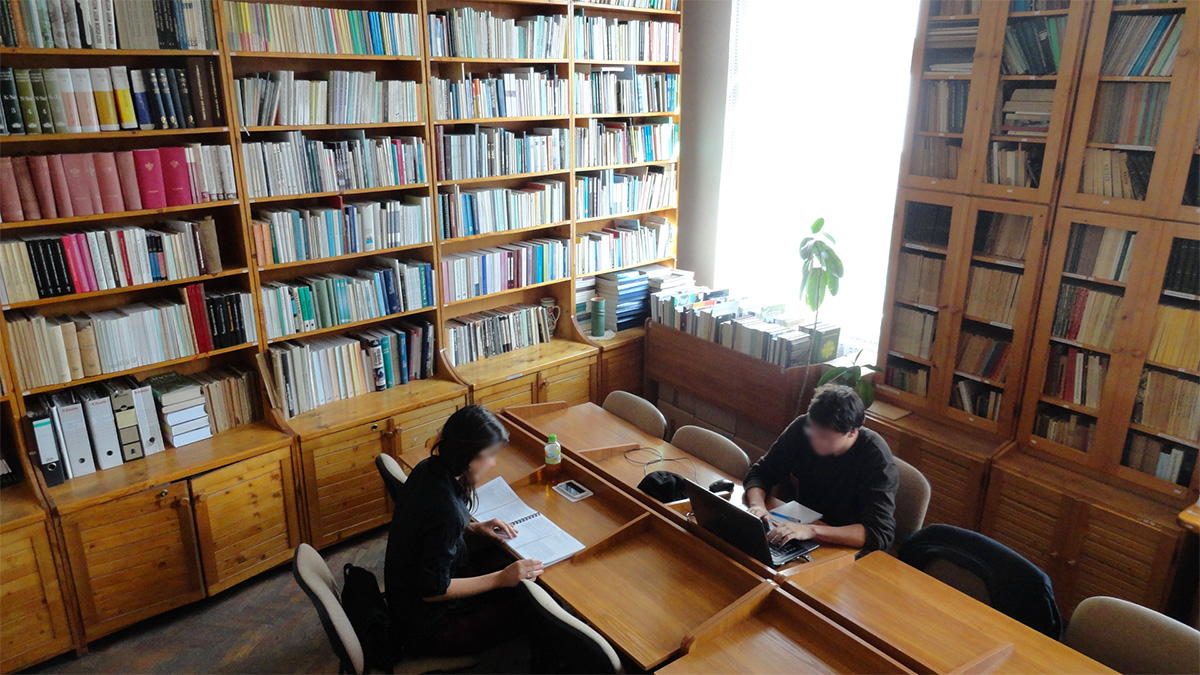
Sala de lectură

Biblioteca a fost înființată pe baza unor publicații din fonduri private, apoi a fost îmbogățită prin diverse achiziții, donații și schimburi de cărți. Biblioteca s-a mutat la sediul actual în anul 1994, unde pe lângă peste 10 000 de cărți, sunt disponibile cele mai recente periodice de specialitate. Printre volume regăsim în primul rând lucrările de bază ale etnografiei maghiare și universale, dar și lucrări ale științelor sociale (antropologie, sociologie, istorie, lingvistică, istorie locală, beletristică). Moștenirile unor renumiți etnografi ardeleni (de ex. Károly Kós jr., Jenő Nagy, Judit Szentimrei, Olga Nagy, József Faragó) alcătuiesc o parte foarte valoroasă a bibliotecii. Cărțile pot fi citite  în cele două săli de lectură disponibile, dar nu există posibilitatea de împrumut. Colecția este îmbogățită în mod permanent datorită relației cu instituțiile și editurile de specialitate din Bazinul Carpatic. Catalogul bibliotecii este disponibil pe site-ul Asociației începând cu anul 2007, unde pot fi găsite cele mai importante informații despre cărți (autor, editor, titlu, locul publicării).

### Arhivă
Baza de date a instituției este alcătuită din manuscrise și lucrări ale studenților. Aceasta este o sursă importantă pentru cercetarea etnologică. Mii de manuscrise, materiale audio și video pot fi găsite aici. Manuscrisele includ moștenirea unor cercetători de renume precum Károly Kós jr., József Faragó, Jenő Nagy, László Székely, Judit Szentimrei sau Géza Vámszer. În cadrul unui proiect multianual este în desfășurare digitizarea materialului celor mai importante fonduri, precum și a colecțiilor etnografice, material ce va fi disponibil sub forma unei arhive digitale. Arhiva ceangăilor există ca o secțiune separată și este în continuă extindere, cu peste două mii de articole, manuscrise, publicații rare, hărți și alte documente în limba maghiară, română, engleză și germană, fiind considerată o colecție importantă de către specialiștii acestui domeniu de cercetare.

### Conferințe
Conferințele științifice au reprezentat o parte importantă a activităților Asociației încă de la înființarea ei din anul 1990. Conferințele au abordat subiecte precum cercetarea etnografică maghiară din România, carnavalurile, mitologia, societatea tradițională și obiceiurile, istoria orală, utilizarea spațiului în cultură, meșteșugurile, etnobotanică, dansul și comunitatea, locul femeii în societate, alfabetizarea și folclorul scris, cercetarea diasporei, modelele de conviețuire în satele transilvănene, tradiții populare de primăvară, colecții etnografice rurale, muzică populară, arte decorative populare, migrație, cercetarea ceangăilor din Moldova, medicină populară, ceramică transilvăneană, joc și cultură, rituri de trecere, schimbarea structurii agriculturii, religiozitate populară, romi transilvăneni, povestirea vieții, subculturi, serviciul militar, cultură și economie, demografie, muzeologie, hungarologie, rețele sociale, patrimoniu cultural, tradiții, metodologia cercetării și protecția datelor, istoria cercetării etnografice, arhive etnografice etc.

### Expoziții, evenimente, Colegiul Științific

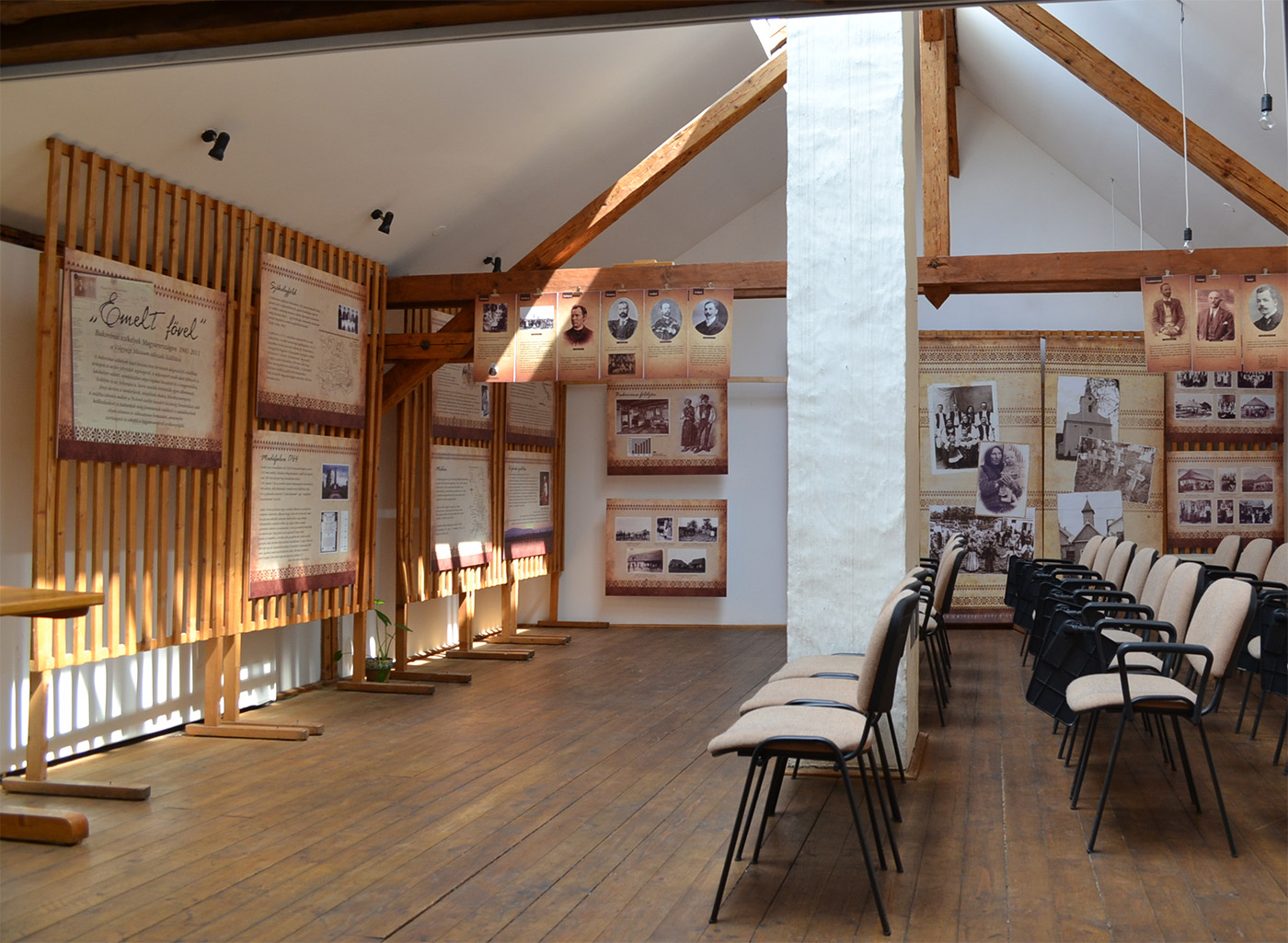
Sala de expoziții și lectură

Pe lângă conferințele științifice, spațiul din mansarda sediului găzduiește mai multe expoziții temporare, în principal etnografice, și prezentări de carte, proiecții de filme și mese rotunde. Ca instituție de fond pentru educația etnografică maghiară din Cluj, Asociația organizează prelegeri care completează programul educațional etnografic. Lectorii invitați sunt profesori, profesioniști și cercetători locali și din străinătate.
O parte importantă a activităților Asociației constă în sprijinirea și coordonarea Colegiului Științific „Kriza János”. Acesta este o formă de educație interdisciplinară, care vizează formarea unei tinere comunități de cercetători. În cadrul colegiului se desfășoară prelegeri, consultații de specialitate, cercetări comune și individuale. Evenimentele sunt organizate la sediul Asociației.

### Baze de date

#### Baze de date bibliografice
După înființarea sa, Asociația a început să adune și să sistematizeze rezultatele cercetărilor și culegerilor etnografice, titlurile fiind incluse în bibliografia culturii populare din Transilvania și Moldova. Pe lângă întocmirea continuă și publicarea bibliografiilor personale, tematice sau regionale, „Bibliografia ceangăilor din Moldova” (întocmită de Sándor Ilyés) și „Bibliografia etnografică maghiară din România” (întocmită de Albert Zsolt Jakab) au devenit disponibile pe site-ul organizației în anul 2008. Fiecare dintre acestea conține cele mai importante informații bibliografice, iar materialul poate fi listat după an, titlu, tematică sau autor.

#### Repertoriul de balade
Realizat în anul 2013, repertoriul digital de balade conține materiale ce provin din colecțiile de balade populare maghiare din Transilvania și Moldova, grupate după tipuri și subtipuri, cu date bibliografice și partituri.

#### Tezaurul Valorilor Transilvănene
În anul 2015 s-a lansat proiectul Tezaurul Valorilor Transilvănene pentru a monitoriza, sprijini și prezenta rezultatele mișcării de descoperire a valorilor transilvănene. Baza de date arhivează valorile acceptate de Comitetul Valorilor Maghiare din Transilvania și conține subiecte din următoarele domenii: industria alimentară și agrară, soluții industriale și tehnice, mediul natural, sănătate și stil de viață, patrimoniu cultural, turism și ospitalitate, arhitectură și sport.

#### Colecția Muzeelor Etnografice
În anul 2014 a fost lansată baza de date Colecția Muzeelor Etnografice, care oferă informații despre muzee regionale, muzee de istorie a breslelor, case memoriale / camere memoriale, muzee de istorie locală, muzee etnografice, săli etnografice și colecții etnografice din Transilvania și Partium.

#### Arhiva foto
Baza de date, lansată în anul 2008, conține colecția negativelor digitizate a Asociației. Regăsim în cadrul ei fotografii cu tematică etnografică din anii 1910 până în prezent. Aici sunt incluse fotografii digitizate ale cercetărilor de teren din Transilvania și Moldova efectuate de către Béla Gunda, László Seiwarth, Károly Kós jr., Géza Vámszer, Jenő Nagy, Tamás Szabó, László Péterfy, cercetătorii AEKJ și studenții Departamentului de Etnografie și Antropologie Maghiară din Cluj.

#### Colecția Textelor
În anul 2016 a început prelucrarea digitală a cărților publicate de AEKJ și afișarea online a acestora. Baza de date conține nu numai publicații, dar și fișele personale ale autorilor.

## Editură

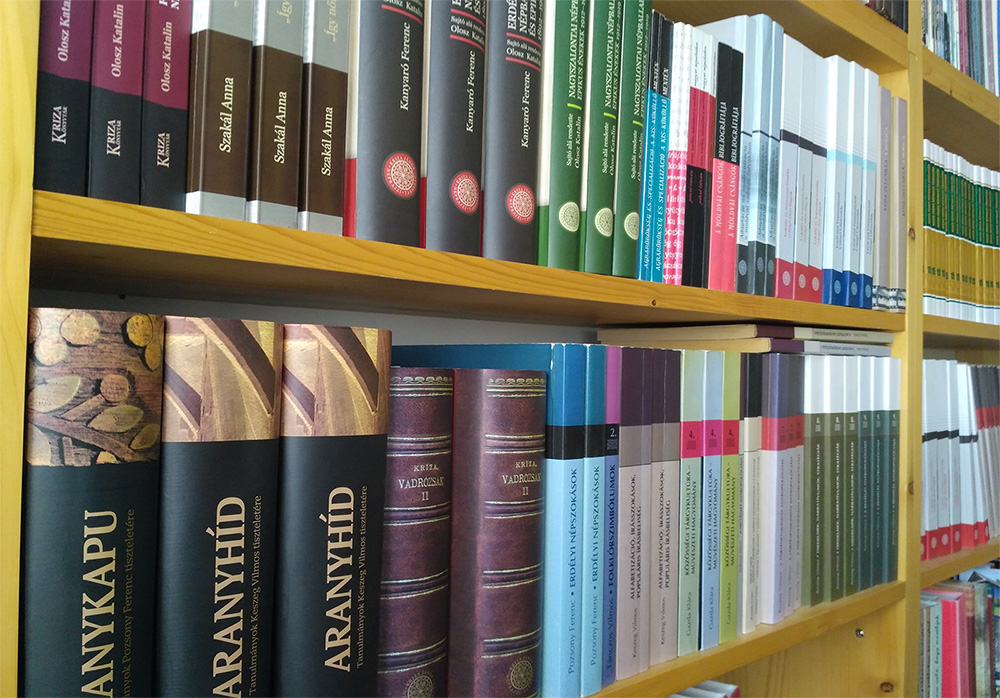
Unele dintre publicațiile Asociației

De la bun început, editarea de cărți a fost o activitate principală a Asociației. În funcție de posibilități, în fiecare an sunt editate mai multe volume, asigurând astfel prezentarea ultimelor rezultate ale cercetării etnografice maghiare din România și a activității membrilor.
Colecția Anuarul AEKJ conține, de obicei, materialul anumitor conferințe. În colecția Cărți Kriza sunt publicate rezultatele muncii de teren, studii și interpretări. Colecția Biblioteca Kriza prezintă surse și texte folclorice. Volumele seriei Cursuri Universitare de Etnografie, lansată în 2006, sunt utilizate ca manuale în învățământul etnografic universitar din Cluj și Ungaria. În 2018 a apărut o serie nouă, denumită Dissertationes Ethnographicæ Transylvanicæ, care prezintă teze de doctorat, lucrări de bază etnografice și antropologice. Pe lângă acestea, în cadrul AEKJ apar și importante lucrări de istoria științei și teoria științei, volume speciale, bibliografii publicate în afara seriei, care în multe cazuri sunt urmarea unor colaborări cu alte instituții și edituri. Asociația a cooperat, de asemenea, cu fosta Editura Mentor din Târgu-Mureș, rezultând o serie de lucrări etnografice în seria Biblioteca Asociației Etnografice „Kriza János”. Buletinele AEKJ au fost editate sub formă de volume separate, dar totodată și sub formă de periodice, ajungând la 16 volume până în prezent.
Publicațiile ajung la toate instituțiile importante de etnografie din România și Ungaria, departamente universitare, institute de cercetare, muzee și biblioteci specializate. Aceste volume pot fi regăsite și în bibliotecile publice naționale și județene, biblioteci de specialitate. Publicațiile recente sunt prezentate la sediul organizației și la alte instituții partenere.
Versiunea digitală a publicațiilor este disponibilă începând cu anul 2016 în Colecția Textelor (baza de date pentru editură și cercetători), unde poate fi căutată după titlu, autor, subiect, anul publicării sau localitate, iar cărțile și studiile sunt disponibile în format PDF. În plus, aceasta servește ca bază de date de cercetare cu informații despre cercetătorii care publică în cadrul Asociației.

## Proiecte
De la înființare Asociația a întreprins și a realizat mai multe proiecte și cercetări.
- În cadrul proiectului Lucrări preliminare privind etnografia maghiarilor din România, cercetătorii au colectat, au organizat și au pregătit materiale pentru publicarea bibliografiei etnografice a maghiarilor din România.
- Asociația a efectuat mai multe cercetări actuale în satele ceangăiești din Moldova cu scopul de a examina etnografic și antropologic structura socială a satelor cercetate, de a culege texte și relicve lingvistice, respectiv de a documenta științific fenomenul aculturației și al schimbării identității.
- Situația lingvistică a satelor ceangăiești a fost cercetată și înregistrată digital în cercetarea de cartografiere lingvistică din Moldova, cercetare desfășurată în colaborare cu Departamentul de Lingvistică de la Universitatea „Eötvös Loránd” din Budapesta.
- În cadrul analizei modelelor economice ale satelor transilvănene, cercetătorii au efectuat un studiu asupra noilor mentalități și strategii, a modelelor vechi și a prezenței simultane a acestora în mediul rural. Pe lângă acestea au căutat răspunsuri la problemele și perspectivele structurii economice a comunităților rurale maghiare din Transilvania. Au examinat și factorii care contribuit sau împiedicat dezvoltarea regiunii rurale.
- Proiectul care investighează transformarea structurilor locale urmărește să afle ce fel de identități locale se dezvoltă în universurile transilvănene, ca urmare a discursurilor și aspirațiilor naționale și contra acestor discursuri. În același timp sunt examinate și evenimentele publice, narațiunile și construcțiile narative.
- Pe parcursul evaluării impactului autostrăzii care urmează să fie construită în Transilvania de Nord, a fost examinată cultura punctelor de cercetare și a așezărilor deja desemnate de-a lungul traseului autostrăzii, cu accent pe procesele de detradiționalizare și construire de tradiții și modul în care un proiect de modernizare de asemenea dimensiuni transformă nivelurile diferite ale universului rural.
- Scopul cercetării din Scaunul Arieșului este de a descoperi tradițiile culturale și economice ale regiunii.
- În 2006 a fost lansat un proiect de mare anvergură intitulat Prezentarea digitală a patrimoniului etnografic transilvănean și moldovenesc pentru a dezvolta arhive digitale.
- Începând cu 2015 Tezaurul Valorilor Transilvănene a fost proiectul-pilot al Asociației. Obiectivul său principal este lansarea, promovarea, organizarea și supravegherea profesională a mișcării de descoperire și conservare a valorilor naționale maghiare în Transilvania. Într-un program inițiat de Ministerul Agriculturii din Ungaria și Comitetul Hungaricum, AEKJ oferă asistență profesională și metodologică organizațiilor neguvernamentale care localizează, documentează profesional, arhivează și valorifică pe plan local valorile locale, provinciale și regionale. Asociația oferă cursuri și activități de pregătire la fața locului, asistență metodologică și materiale de instruire, precum și consultanță profesională cu privire la desfășurarea evaluării și pregătirea propunerilor. În cadrul proiectului au fost organizate conferințe de specialitate, traininguri metodologice, prezentări și expoziții cu privire la valorile culturale. Ca urmare a proiectului a fost creată baza de date privind valorile transilvănene, care arhivează valorile acceptate de Comitetul Valorilor Maghiare din Transilvania.[2][12][24]

## Parteneri
Departamentului de Etnografie și Antropologie Maghiară al Universității „Babeș-Bolyai” este principalul partener profesional al AEKJ. În plus, există relații profesionale fructuoase cu o serie de organizații și instituții de specialitate din România și Ungaria:
- Societatea Etnografică Maghiară, Budapesta
- Muzeul Etnografic, Budapesta
- Muzeul în aer liber din Szentendre, Szentendre
- Muzeului Etnografic al Ceangăilor, Zăbala
- Muzeul Național Secuiesc, Sfântu Gheorghe
- Muzeul Tarisznyás Márton, Gheorgheni
- Muzeul Secuiesc al Ciucului, Miercurea-Ciuc
- Complexul Muzeal Arad, Arad
- Muzeul Județean Satu Mare, Satu Mare
- Muzeul Etnografic al Transilvaniei, Cluj
- Societatea Muzeului Ardelean, Cluj
- MTA-BTK Institutul Etnologic, Budapesta
- MTA TK Institutul pentru Cercetarea Minorităților, Budapesta
- Institutul Național Cultural, Budapesta
- ELTE BTK Institutul de Etnografie, Budapesta
- Universitatea din Debrecen - Catedra de Etnografie, Debrecen
- Universitatea din Szeged - Catedra de Etnografie și Antropologie Culturală, Szeged
- Universitatea din Pécs, Catedra de Etnografie și Antropologie Culturală, Pécs
- Federația Universitară Maghiară din Cluj-Napoca, Cluj
- Institutul pentru Studierea Problemelor Minorităților Naționale, Cluj
- Departamentul de Sociologie și Asistență Socială în limba maghiară - UBB, Cluj
- Casa Tradițiilor, Budapesta

## Premiul onorific
Începând cu 2012 Asociația acordă etnografilor transilvăneni premiul onorific pentru contribuția lor semnificativă la studiul culturii populare maghiare din România.
- 2012 – Árpád Daczó (P. Lukács OFM)
- 2013 – Piroska Kovács
- 2014 – István Almási
- 2015 – Judit Szentimrei
- 2016 – Zoltán Kallós
- 2017 – Ernő Albert
- 2017 – László Barabás
- 2017 – János Ráduly
- 2018 – Klára Gazda
- 2019 – Péter Halász